# Halime Sultan

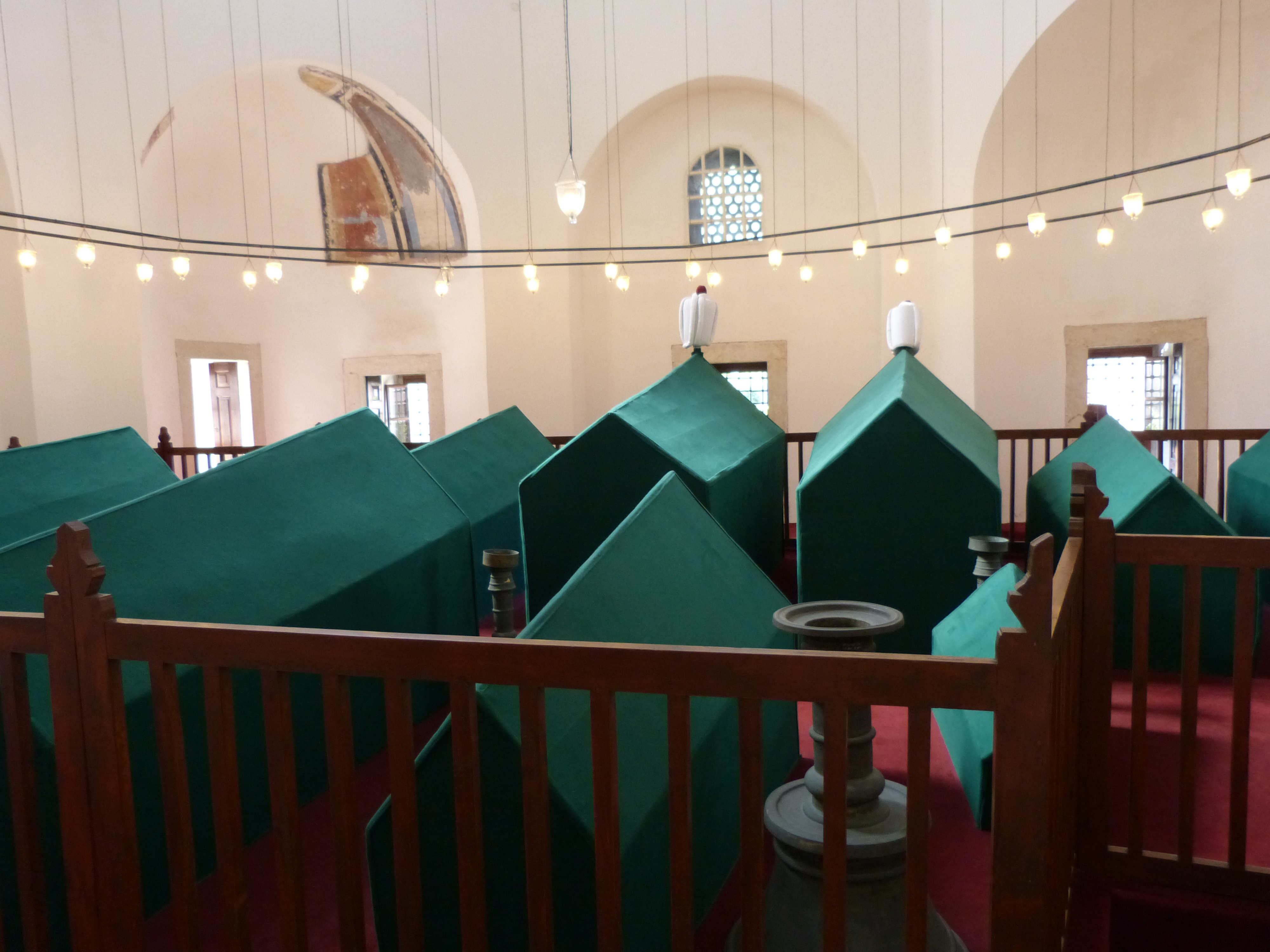
Das Grab von Halime Sultan befindet sich im Türbe von Mustafa I. in der Hagia Sophia in Istanbul.

Halime Sultan (* 1572 in Abchasien, Osmanisches Reich; † 17. Jahrhundert in Istanbul) war eine Gemahlin des osmanischen Sultans Mehmed III. und Mutter von Sultan Mustafa I. Als Valide Sultan war sie vom 22. November 1617 bis zum 26. Februar 1618 und vom 19. Mai 1622 bis zum 10. September 1623 Regentin des Osmanischen Reiches. Halime gehörte zu den prominenten Herrscherinnen der „Weiberherrschaft“.

## Leben
Halime Sultan wurde 1572 in Abchasien geboren. Sie heiratete Mehmed, als er noch Prinz war und als Sandschakbey von Saruhan (heute Manisa) amtierte. Nach Sultan Murads Tod im Jahr 1595 kam sie mit Mehmed nach Istanbul. Ihr gemeinsamer Sohn Mahmud war unter den Janitscharen sehr beliebt, trotzdem hielt ihre Schwiegermutter Safiye, die Valide Sultan, nicht viel von Halime.
Halime wandte sich mit einer Nachricht an einen religiösen Seher und wollte wissen, ob ihr Sohn der nächste Sultan werden und wie lange ihr Ehemann noch regieren würde. Der Sufi antwortete, aber die Nachricht wurde von Abdürrezzak Agha, dem obersten schwarzen Eunuchen des kaiserlichen Harems, abgefangen und an Mehmed und Safiye weitergeleitet. Die Nachricht besagte, dass Mehmed innerhalb von sechs Monaten sterben würde, ohne darauf einzugehen, ob durch Tod oder Entthronung. Ihr Sohn würde der nächste Sultan. Mehmed ließ Mahmud vorführen und nach einer Befragung hinrichten. Mahmuds Anhänger, die an der Sache beteiligt gewesen sein sollen, wurden ins Meer geworfen. Halime wurde verschont, musste jedoch in den Alten Palast ziehen.
Sultan Mehmed starb nur sechs Monate nach Mahmuds Tod am 22. Dezember 1603. Am Freitag, dem 9. Januar 1604, wurden seine Mutter Safiye Sultan zusammen mit Halimes und Mehmeds zwei Jahre altem Sohn Mustafa ebenfalls in den Alten Palast geschickt. Halime erhielt 100 Asper pro Tag als Unterhalt. Nach dem Tod Mehmeds bestieg sein ältester Sohn Ahmed I. als 13-Jähriger den Sultansthron. Er stammte aus einer anderen Beziehung des Sultans. Seine Großmutter Safiye ließ er einkerkern, den Bruder Mustafa in den auch „Prinzenkäfig“ genannten Kafes sperren.
Im Jahr 1617 erkrankte Ahmed I. im Alter von 27 Jahren an Typhus und starb bald. Damit war der Weg für den 15-jährigen Mustafa I. frei. Er bestieg 1617 den Thron, Halime wurde so zur Valide Sultan und zur Regentin und de-facto-Herrscherin. Anders als Handan Sultan, die Valide Sultan unter Ahmed I., konnte Halime große Macht erringen. Dies war wahrscheinlich darauf zurückzuführen, dass sie die Macht direkter ausübte und als Regentin für ihren Sohn fungierte, dessen geistiger Zustand wohl aufgrund der Inhaftierung im Prinzenkäfig gelitten hatte. Niemand hatte erwartet, dass Mustafa, der unter schweren psychischen oder geistigen Problemen litt, Sultan werden würde, und so hatte Halime im kaiserlichen Harem keine hohe Position genossen. Sie erhielt 3.000 Asper im Monat. Kösem Sultan, die Haseki Sultan von Ahmed I., verlor ihre Position im Topkapı-Palast und zog in den Alten Palast.
Halime hatte in Kara Davud Pascha, ihrem Schwiegersohn, einen potenziellen Verbündeten, aber während Mustafas erster Regierungszeit, die nur drei Monate dauerte, konnte sie Davud Pascha nicht befördern. Eine der wenigen politischen Allianzen, die die Valide eingehen konnte, war die zu dem Silâhdar ihres Sohnes, Mustafa Agha. Sie beförderte den hochrangigen Palastoffizier zum Gouverneur von Ägypten unter der Bedingung, dass er die Amme des Sultans heiraten würde. Innerhalb weniger Monate wurde der Pascha als Großwesir nach Istanbul zurückgeholt.
Mustafas Zeit als Sultan war nur von kurzer Dauer. Aufgrund seines geistigen und psychischen Zustandes wurde er abgesetzt und sein Neffe Osman II. inthronisiert. Mustafa wurde in den Kafes zurückgeschickt, seine Mutter Halime im Alten Palast untergebracht. Von hier aus war sie eine Schlüsselfigur bei der Absetzung und Ermordung von Osman II. Dem hatte eine weibliche Machtbasis im Harem gefehlt. Von 1620 bis zu Osmans Tod wurde zwar eine „Gouvernante“ (daye hatun) als Ersatz für die fehlende Valide Sultan im Harem ernannt, sie konnte aber Halimes Machtstreben nicht ausgleichen.
Um ein Gegengewicht zum Einfluss der Janitscharen zu finden, schloss Osman II. ihre Kaffeestuben und plante die Schaffung einer neuen und loyalen Armee aus anatolischen Sekbans. Das Ergebnis war ein Palastaufstand der Janitscharen, der von Halime Sultan unterstützt wurde, um ihren Sohn aus seiner Haft zu befreien und wieder zum Sultan  zu machen. Am 18. Mai 1622 wurde Osman entthront, die Rebellen brachen in den Kaiserpalast ein, befreiten Mustafa aus seiner Haft und schworen ihm Treue. Halime wurde wieder zur Valide Sultan und kehrte in den Topkapı-Palast zurück. Einige der Janitscharen berieten sich mit ihr über die zu vereinbarenden Berufungen, und tatsächlich wurde ihr Schwiegersohn Kara Davud Pascha zum Großwesir. Die Verbündeten konnten sich allerdings nicht sicher fühlen, solange Osman II. am Leben war. Ihr Unbehagen war begründet, da einige der Rebellen Osman verschonen wollten, in der Hoffnung, ihn zu einem späteren Zeitpunkt für ihre eigenen Zwecke nutzen zu können. Kara Davud Pascha befahl deshalb am 20. Mai 1622 die Hinrichtung von Osman II. in Yedikule.
Nach Osmans Tod rief der Generalgouverneur von Erzurum, Abaza Mehmed Pascha, zum Widerstand auf. Kara Davud Pascha wurde zum Sündenbock gemacht und hingerichtet, um die Unzufriedenheit zu beenden und die Aufstände im Reich einzudämmen, aber ohne Erfolg: Abaza Mehmed Pasha setzte seine Rebellion trotz der Angebote der Abgesandten aus der Hauptstadt fort. Angesichts einer sich immer weiter verschärfenden Krise baten Geistliche und der neue Großwesir Kemankeş Kara Ali Pascha die Valide Sultan, der Absetzung ihres Sohnes zugunsten des elfjährigen Prinzen Murad zuzustimmen, des ältesten überlebenden Sohn von Ahmed I. Sie stimmte zu, bat aber umn die Versicherung, dass man das Leben ihres Sohnes schonen würde. Dementsprechend wurde Mustafa entthront und erneut inhaftiert.
Über die Umstände des Todes von Halime Sultan ist nichts bekannt. Sie wurde in der Türbe ihres Sohnes in der Hagia Sophia in istanbul bestattet.

## Kinder
Gemeinsam mit Mehmed hatte Halime vier Kinder:
- Şehzade Mahmud, auf Anordnung von Mehmed III. am 7. Juni 1603 im Topkapı-Palast hingerichtet; bestattet in der Şehzade-Moschee[4]
- Mustafa I., Sultan des Osmanischen Reiches
- eine Tochter, ab 1604 verheiratet mit Kara Davud Pascha[19]
- eine Tochter, verheiratet ab 1604 mit Damat Mirahur Mustafa Pascha, dann ab 1612 verheiratet mit Damat Mahmud Pascha, dem Sohn des Generals und Admirals Ciğalazade Yusuf Sinan Pascha[19]

## In der Populärkultur
In der Fernsehserie Muhteşem Yüzyıl: Kösem aus dem Jahr 2015 wurde Halime Sultan von der türkischen Schauspielerin Aslıhan Gürbüz verkörpert.